# ロズコーパンツィ
ロズコーパンツィ（ウクライナ語：Розко́панці；意訳：「発掘場」）は、ウクライナのキエフ州オブーヒウ地区にある村。ローシ川河岸に位置する。1830年に創建された。木造の洗礼者イヴァン聖堂（1884年）がある。面積は約1.8km²（2005年）。人口は969人（2005年）。